# Biatló als Jocs Olímpics d'hivern de 2022
Als Jocs Olímpics d'Hivern de 2022, que se celebraren a la ciutat de Pequín (República Popular de la Xina), es disputaren onze proves de biatló, cinc en categoria masculina, cinc en categoria femenina i una de mixta. Les proves se celebraran entre el 5 i el 18 de febrer de 2022 al Centre d'esquí nòrdic i biatló de Kuyangshu, a uns 180 km de la capital xinesa.
Es van distribuir un total de 210 places (110 per gènere) en les diferents proves, 20 menys que als Jocs Olímpics d'Hivern de 2018.

## Horari de competició
Aquest és el calendari de les proves. Tots els horaris són en hora local (UTC+8), segons l'horari oficial.
| Data         | Hora  | Prova                           |
| ------------ | ----- | ------------------------------- |
| 5 de febrer  | 17:00 | Relleus mixtos (4 x 6 km)       |
| 7 de febrer  | 17:00 | 15 km individual (dones)        |
| 8 de febrer  | 16:30 | 20 km individual (homes)        |
| 11 de febrer | 17:00 | 7,5 km esprint (dones)          |
| 12 de febrer | 17:00 | 10 km esprint (homes)           |
| 13 de febrer | 17:00 | 10 km persecució (dones)        |
| 13 de febrer | 18:45 | 12,5 km persecució (homes)      |
| 15 de febrer | 14:30 | Equips 4 x 7,5 km (homes)       |
| 16 de febrer | 15:45 | Equips 4 x 6 km. (dones)        |
| 18 de febrer | 15:00 | 12,5 km sortida en grup (dones) |
| 18 de febrer | 17:00 | 15 km sortida en grup (homes)   |

## Proves

### Categoria masculina
| Proves                   | Or                                                                                         | Or        | Plata                                                                              | Plata     | Bronze                                                                    | Bronze    |
| Individual detalls       | Quentin Fillon Maillet (FRA)                                                               | 48:47.4   | Anton Smolski (BLR)                                                                | 49:02.2   | Johannes Thingnes Bø (NOR)                                                | 49:18.5   |
| Esprint detalls          | Johannes Thingnes Bø (NOR)                                                                 | 24:00.4   | Quentin Fillon Maillet (FRA)                                                       | 24:25.9   | Tarjei Bø (NOR)                                                           | 24:39.3   |
| Persecució detalls       | Quentin Fillon Maillet (FRA)                                                               | 39:07.5   | Tarjei Bø (NOR)                                                                    | 39:36.1   | Eduard Latypov (ROC)                                                      | 39:42.8   |
| Sortida en massa detalls | Johannes Thingnes Bø (NOR)                                                                 | 38:14.4   | Martin Ponsiluoma (SWE)                                                            | 38:54.7   | Vetle Sjåstad Christiansen (NOR)                                          | 39:26.9   |
| Relleus detalls          | NoruegaSturla Holm Lægreid · Tarjei Bø · Johannes Thingnes Bø · Vetle Sjåstad Christiansen | 1:19:50.2 | FrançaFabien Claude · Émilien Jacquelin · Simon Desthieux · Quentin Fillon Maillet | 1:20:17.6 | ROCSaid Karimulla Khalili Alexander Loginov Maxim Tsvetkov Eduard Latypov | 1:20:35.5 |

### Categoria femenina
| Proves                   | Or                                                              | Or        | Plata                                                                       | Plata     | Bronze                                                                   | Bronze    |
| Individual detalls       | Denise Herrmann (GER)                                           | 44:12.7   | Anaïs Chevalier-Bouchet (FRA)                                               | 44:22.1   | Marte Olsbu Røiseland (NOR)                                              | 44:28.0   |
| Esprint detalls          | Marte Olsbu Røiseland (NOR)                                     | 20:44.3   | Elvira Öberg (SWE)                                                          | 21:15.2   | Dorothea Wierer (ITA)                                                    | 21:21.5   |
| Persecució detalls       | Marte Olsbu Røiseland (NOR)                                     | 34:46.9   | Elvira Öberg (SWE)                                                          | 36:23.4   | Tiril Eckhoff (NOR)                                                      | 36:35.6   |
| Sortida en massa detalls | Justine Braisaz-Bouchet (FRA)                                   | 40:18.0   | Tiril Eckhoff (NOR)                                                         | 40:33.3   | Marte Olsbu Røiseland (NOR)                                              | 40:52.9   |
| Relleus detalls          | SuèciaLinn Persson · Mona Brorsson · Hanna Öberg · Elvira Öberg | 1:11:03.9 | ROCIrina Kazakevich Kristina Reztsova Svetlana Mironova Uliana Nigmatullina | 1:11:15.9 | AlemanyaVanessa Voigt · Vanessa Hinz · Franziska Preuß · Denise Herrmann | 1:11:41.3 |

### Categoria mixta
| Proves          | Or                                                                              | Or        | Plata                                                                                    | Plata     | Bronze                                                                    | Bronze    |
| Relleus detalls | NoruegaMarte Olsbu Røiseland · Tiril Eckhoff · Tarjei Bø · Johannes Thingnes Bø | 1:06:45.6 | FrançaAnaïs Chevalier-Bouchet · Julia Simon · Émilien Jacquelin · Quentin Fillon Maillet | 1:06:46.5 | ROCUliana Nigmatullina Kristina Reztsova Alexander Loginov Eduard Latypov | 1:06:47.1 |

## Medaller
| Posició | País     | Or | Argent | Bronze | Total |
| 1       | Noruega  | 6  | 2      | 6      | 14    |
| 2       | França   | 3  | 4      | 0      | 7     |
| 3       | Alemanya | 1  | 0      | 1      | 2     |
| 4       | Suècia   | 1  | 3      | 0      | 4     |
| 5       | Belarús  | 0  | 1      | 0      | 1     |
| 6       | ROC      | 0  | 1      | 3      | 4     |
| 7       | Itàlia   | 0  | 0      | 1      | 1     |
| Total   | Total    | 11 | 11     | 11     | 33    |